# Wallace (Karolina Północna)
Wallace – miasto w Stanach Zjednoczonych, w stanie Karolina Północna, w hrabstwie Duplin.